# Slavenka Drakulić
Slavenka Drakulić   (Rijeka, 4 de juliol de 1949) és una periodista, novel·lista i assagista croata les obres de la qual sobre feminisme, comunisme i postcomunisme s'han traduït a molts idiomes.
Drakulić nasqué a Rijeka, Croàcia, el 4 de juliol de 1949. Es llicencià en literatura comparada i sociologia a la Universitat de Zagreb al 1976. De 1982 a 1992 fou redactora en el diari quinzenal Start i el setmanari de notícies Danas (tots dos a Zagreb), i hi escrivia sobretot sobre temes feministes. A més de les seues novel·les i assaigs, el treball de Drakulić ha aparegut en The New Republic, Süddeutsche Zeitung, Internazionale, The Nation, La Stampa, Frankfurter Allgemeine Zeitung, Eurozine, Politiken, The Guardian, etc. És editora col·laboradora de The Nation. Viu entre Croàcia i Suècia.

## Biografia
Drakulić marxà a Suècia a principis de la dècada de 1990 per raons polítiques. Un article sense signar en Globus al 1992 (Slaven Letica, un conegut sociòleg, exassessor del president Franjo Tudjman i escriptor, posteriorment admeté ser-ne l'autor) acusava cinc escriptores croates, Drakulić inclosa, de ser "bruixes" i "violar" Croàcia. Segons Letica, aquestes escriptores no adoptaven una postura clara contra la violació com a tàctica militar planificada per les forces sèrbies a Bòsnia contra els croats, i més aviat la tractaven de manera feminista, com a crims d'"homes no identificats" contra les dones. Poc després de la publicació, Drakulić començà a rebre amenaces telefòniques; la seua propietat també fou destrossada. En trobar poc o gens de suport dels seus antics amics i col·legues, decidí abandonar Croàcia.
El seu treball es relaciona amb les guerres de Iugoslàvia. Com si no hi fos, tracta de crims contra les dones en la Guerra de Bòsnia, mentre que Ells mai farien mal a una mosca analitza els procediments i la situació dels presos del Tribunal Penal Internacional per a l'ex-Iugoslàvia de La Haia. Tots dos aborden els problemes que la feren emigrar de Croàcia. En cercles acadèmics, és més coneguda pels reculls d'assaigs Com sobrevivim al comunisme i ens en riem i Café Europa.
La seua novel·la de 2008, El llit de Frida, està basada en una biografia de la pintora Frida Kahlo.
El seu darrer llibre d'assaig Una visita guiada pel Museu del Comunisme: rondalles d'un ratolí, un lloro, un os, un gat, un talp, un porc, un gos i un corb es publicà al 2011 als Estats Units, i tingué molt d'èxit. Consta de vuit reflexions explicades des del punt de vista d'un animal diferent. Cadascun d'ells reflexiona sobre el record del comunisme en diferents estats d'Europa de l'Est. El llibre critica el comunisme d'estat i els seus efectes, i també els estralls del capitalisme que el reemplaçà. En el penúltim capítol, un gos romanés explica que, sota el capitalisme, tots són desiguals "però alguns en són més desiguals que altres", una inversió d'una famosa cita de George Orwell d'Animal Farm.
Drakulić viu a Estocolm i Zagreb.

### No-ficció
- Smrtni grijesi feminizma (1984) només en croat
- Com sobrevivim al comunisme i fins i tot riem, Hutchinson, Londres (1991)
- Balkan Express: fragments de l'altre costat de la guerra, WW Norton, Nova York (1993)
- Cafè Europa: la vida després del comunisme, Abacus, Londres (1996)
- Mai farien mal a una mosca: criminals de guerra a judici a la Haia, Abacus - Time Warner, Londres (2004)
- Tijelo njenog tijela (2006), en croat, alemany i polonés
- Dos desvalguts i un gat, Gavina Llibres. Londres, Nova York, Calcuta (2009)
- Una visita guiada pel Museu del Comunisme. Rondalles d'un ratolí, un lloro, un os, un gat, un talp, un porc, un gos i un corb, Penguin, Nova York, (2011)

### Articles
- Tots som albanesos, 1999
- Testimoni de les dones bosnianes, 2001
- Crim en els cercles de poder, octubre de 2008
- Entrevista a Slavenka Drakulic, 2009
- Articles en Eurozine
- Articles en The Nation
- Articles en The Guardian
- La violació com a arma de guerra, 2008
- Slavenka Drakulic i Katha Pollitt en conversa Arxivat 2022-05-21 a Wayback Machine. 2011